# Zimmerius albigularis
Zimmerius albigularis е вид птица от семейство Tyrannidae.

## Разпространение
Видът е разпространен в Еквадор и Колумбия.